# Tropeirofrötangara
Tropeirofrötangara (Sporophila beltoni) är en nyligen beskriven fågelart i familjen tangaror inom ordningen tättingar.

## Utseende
Tropeirofrötangaran är en finkliknande knubbig fågel med en kraftig gul näbb. Hanen är blågrå med ljusare undergump och honan är olivbrun.

## Utbredning och systematik
Fågeln häckar i södra Brasilien (Paraná söderut till Rio Grande do Sul) och flyttar norrut till Goiás, Minas Gerais och sydvästra Bahia. Tidigare betraktades den som tillhörande blygrå frötangara (S. plumbea), men beskrevs som en ny art 2013. 

### Familjetillhörighet
Liksom andra finkliknande tangaror placerades frötangarrona i familjen Emberizidae, då under namnet fröfinkar.  Genetiska studier visar dock att de är en del av tangarorna.

## Levnadssätt
Tropeirofrötangaran hittas i högvuxna gräsmarker och öppen savann nära vatten.

## Status
Tropeirofrötangaran har en mycket liten värdspopulation uppskattad till endast 9000 häckande individer. Den tros också minska i antal till följt av habitatförlust och fångst för vidare försäljning inom burhandeln. Internationella naturvårdsunionen IUCN kategoriserar den därför som sårbar.

## Namn
Fågelns vetenskapliga artnamn hedrar William Henry Belton (1914-2009), amerikansk diplomat, ornitolog och pionjär i ljudinspelning av fågelläten i Brasilien. Det svenska namnet syftar på Rota dos Tropeiros, en boskapsled i södra Brasilien.